# آرتزدپو
آرتزدپو (انگلیسی: Artsdepot) یک مرکز فرهنگی چندمنظوره در لندن، انگلستان است.
این مجموعه که در سال ۲۰۰۴ تأسیس شده دارای دو سالن نمایش است که سالن اصلی دارای ۳۹۵ نفر ظرفیت و سالن استودیو تئاتر دارای ۱۴۸ نفر ظرفیت می‌باشد.